# Квинт Сулпиций Камерин (консул 46 г.)
Квинт Сулпиций Камерин Петик (на латински: Quintus Sulpicius Camerinus Peticus/Pythicus)) е политик и сенатор на Римската империя през 1 век по времето на управлението на Нерон.

## Биография
Произлиза от фамилията Сулпиции и е син на поета Квинт Сулпиций Камерин (консул 9 г.).
През 46 г. от 15 март до юни той става суфектконсул на мястото на Камерин Анисций Вет заедно с консул Марк Юний Силан. От 56 до 57 г. той е проконсул на Африка.

## Деца
- Сулпиция Претекста, съпруга на Марк Лициний Крас Фруги (консул 64 г.).